# Apogonia annamensis
Apogonia annamensis är en skalbaggsart som beskrevs av Moser 1913. Apogonia annamensis ingår i släktet Apogonia och familjen Melolonthidae. Inga underarter finns listade i Catalogue of Life.